# Otkrhnuti (2020.)
Otkrhnuti, hrvatski dokumentarni film. Snimljen u produkciji Amico studija. Film koji govori o poginuloj djeci tijekom Domovinskog rata i boli koju njihovi roditelji nose i danas. Tema je najveća ljudska trauma – roditeljev gubitak djeteta, ali film govori i o oprostu, te kako nadljudska snaga koju roditelji dobiju sa srećom i radošću koje im dijete, zauvijek se gasi nakon tragedije gubitkom djeteta te svaki roditelj do kraja života ostaje otkrhnut, po čemu se zove film. U Domovinskom ratu je prema dosad poznatim podatcima u ratnim djelovanjima ubijeno 402 djece.